# Palhinhaea torta
Palhinhaea torta är en lummerväxtart som först beskrevs av Franz e Wilhelm Sieber, Underw. och F.E.Lloyd, och fick sitt nu gällande namn av Christenh.. Palhinhaea torta ingår i släktet Palhinhaea och familjen lummerväxter. Inga underarter finns listade i Catalogue of Life.